# Munitionssicherheit
Die Munitionssicherheit ist ein zentrales Thema beim Umgang mit Munition. Aufgrund der Gefahren, die mit der Handhabung und Nutzung der Munition einhergeht, wird grundsätzlich ein redundantes Sicherheitssystem genutzt. Neben organisatorischen Maßnahmen wie der regelmäßigen Prüfung und Bewachung sind spezielle Gebäude zum Schutz der Munition und für Umweltmaßnahmen erforderlich.
Ein wesentlicher Sicherheitsfaktor ist jedoch die technische Sicherheit. Die Sicherheit der Munition muss von der Produktion bis zum Verbrauch oder der Entsorgung gewährleistet sein. Unter Umständen ist der scharfe Schuss oder die Zündung der einzige sinnvolle Weg der Entsorgung. Die Handhabungssicherheit der Munition schließt zum Beispiel bestimmte Stoffe wie verbotene Phthalate von der Verwendung in Munition aus.

## Munitionszulassung
Die Zulassung von Munition erfolgt in Deutschland durch Prüfung der Beschussämter für Munitionslose (Produktionschargen) bis maximal 3000 Patronen.

## Sicherheitssysteme

### Munitionstechnische Sicherheit
Munitionstechnische Sicherheit ist die Sachlage, bei der an einem gegebenen Ort unter üblichen Betriebsbedingungen und Anwendung sicherheitstechnischer Maßnahmen beim Umgang mit Munition Schäden durch ungewollte munitionsspezifische Wirkung auszuschließen oder vertretbar gering sind.
Das Sicherungssystem ist die Gesamtheit der in einer Munition enthaltenen Sicherungsvorrichtungen. Sicherungsvorrichtungen sind die Funktionseinheit, die eine Munitionskomponente gegen ungewollte Auslösung sichert und zum gewünschten Zeitpunkt entsichert.

### Konstruktionssicherheit
Konstruktionssicherheit der Munition ist der durch konstruktive Maßnahmen erreichte Zustand der Munition, der die Wahrscheinlichkeit eines unvorhergesehenen Ereignisses mit Munition bei festgelegten Umgangsbedingungen unter einen Grenzwert legt.

### Detonatorsicherheit
Detonatorsicherheit ist ein Zündermerkmal, das sicherstellt, dass bei ungewollter Auslösung des Detonators ein nachfolgendes Zündkettenelement oder die Wirkladung nicht ausgelöst werden kann.
Detonatorsicherheit wird erreicht durch konstruktiv vorgesehene Zündkettenunterbrechung, wie beispielsweise
- das Ausschwenken des Detonatorträgers mit Detonator aus der Funktionslinie oder
- das Sperren des Zündkanals hinter dem Detonator (Sperrschieber).

### Flugstreckensicherheit
Flugstreckensicherheit ist die konstruktionsbedingte Sicherheit von Granaten, Geschossen, Bomben, Raketen, Lenkflugkörpern und ähnlich eingesetzter Munition sowie von Submunition gegen Auslösung ihrer Wirkladung zwischen dem Abgangspunkt und einem bestimmten Flugstreckenpunkt.
Die Flugstreckensicherheit umfasst
- Vorrohrsicherheit (bei rohrwaffengebundener Munition),
- Vorfeldsicherheit (bei Raketen und Lenkflugkörpern),
- Fallstreckensicherheit (bei Bomben).

### Handhabungssicherheit
Handhabungssicherheit von Munition ist die Sicherheit der Munition gegen ungewollte Wirkung ihrer „gefährlichen Stoffe“ bei ordnungsgemäßer Handhabung unter Berücksichtigung der handhabungsbedingten Einwirkungen. Der Begriff Handhabungssicherheit umfasst auch die Sicherheit gegen ungewollte Wirkung durch Verwechseln der Einbau- oder Drehrichtung während der Handhabung.

### Transportsicherheit
Transportsicherheit von Munition ist die Sicherheit der Munition gegen ungewollte Wirkung ihrer gefährlichen Stoffe bei ordnungsgemäßem Transport und Umschlag unter Berücksichtigung der transportbedingten Beanspruchungen und Einflüsse.

### Nutzungssicherheit
Nutzungssicherheit von Munition ist der durch sicherheitstechnische Maßnahmen erreichte Zustand, bei dem die Wahrscheinlichkeit eines unvorhergesehenen Ereignisses mit Munition bei bestimmungsgemäßer Nutzung der Munition unter einem Grenzwert liegt.

### Funktionsauslösung
Die Funktionsauslösung stellt die Wirkung der Munition in der vorgesehenen Weise und zum gewählten Zeitpunkt sicher.
Als Beispiel wird die Funktion eines Artilleriezünders beschrieben: Der Artilleriezünder ist ein Kopfzünder, der erst beim Aufschlag auf ein Ziel zünden soll. Bis dahin soll er jedoch handhabungs- und transportsicher sein. Auch beim Fall vom LKW, bei einem Hammerschlag oder Brand soll der Zünder nicht auslösen. Dies wird erreicht, indem der Detonator erst in den Zündkanal eingeschwenkt wird, wenn das Geschoss durch den Abschuss beschleunigt wird und durch den Geschossdrall ein Sperrschieber am Schlagbolzen gelöst wird. Der Sperrschieber löst sich jedoch erst nach einer bestimmten Anzahl von Umdrehungen, somit wird sichergestellt, dass der Zünder nicht durch einen Vogel oder anderen Gegenstand im Bereich der Rohrmündung auslöst und die Bedienmannschaft des Geschützes gefährdet. Am Ziel wird der Schlagbolzen im Zünder durch den Aufschlag ausgelöst. Löst der Zünder nicht durch den Schlag aus, wird, wenn das Geschoss nicht mehr rotiert, der Sperrschieber so zurückgenommen, dass der Detonator trotzdem ausgelöst wird. Zum einen wird so die Wirkung im Ziel sichergestellt, zum anderen werden Blindgänger vermieden.

## Entsorgung
Entsorgung von Munition ist der Oberbegriff für das Bergen, Zwischenlagern, Verwerten, Vernichten, Ungefährlich- und Unbrauchbarmachen von Munition einschließlich der hierfür erforderlichen Tätigkeiten, wie das Aufspüren, Freilegen, Identifizieren, Dekontaminieren, Entschärfen, Öffnen und Zerlegen der Munition oder der Munitionskomponenten. Ziel der Entsorgung ist die endgültige Beseitigung der Munition.